# Dead Shrimp Blues
Dead Shrimp Blues è una canzone blues di Robert Johnson.

## Il brano
Canzone sull'impotenza sessuale, il Dead Shrimp (gambero morto) del titolo può fare riferimento alla mancata erezione.